# Moše ben Rafael Attias
Moše ben Rafael Attias (hebr.: משה בן רפאל אטיאס) (poznat kao Zeki-Effendi i Moše Rafaelović (Sarajevo, 1845. – Sarajevo, 1916.), bosanskohercegovački historiograf, pjesnik, prevoditelj, financijski savjetnik i erudita židovskog podrijetla, koji se bavio proučavanjem islama, perzijske književnosti, ali i židovske povijesti Bosne i Hercegovine.

## Životopis
Moše ben Rafael Attias je rođen 1845. godine u istaknutoj židovskoj obitelji u Sarajevu, koja je stoljećima bilo dom velikoj sefardskoj zajednici. Obrazovan je u osmanskoj školi, gdje je studirao po islamskom planu i programu s pretežno muslimanskim učenicima. Potom je Attias otišao u Istanbul, gdje je studirao islamsku kulturu i religiju, gdje je postao opčinjen poezijom perzijskog pjesnika Sadija Shirazija. Attias je ponio naslov Effendi, učenjak islama, što je iz vidljivo iz latiničkog natpisa na njegovoj grobu. Posljednjih godina bio je poznat kao Zeki-Effendi (Pametni učenjak).
Nakon školovanja Atthias se vraća u Sarajevo gdje započinje raditi u osmanskim institucijama za prikupljanje poreza. Kada je Austro-Ugarska okupirala Bosnu i Hercegovinu 1878. godine, Moše ben Rafael Attias je postao glavni poreski činovnik za Bosnu i Hercegovinu, stručnjak i financijski savjetnik, istovremeno i glavni prevoditelj za turski jezik. Bio je također blagajnik u židovskom društvu La Benevolencija.
Govorio je osam jezika, a kada su bili neki židovski blagdani, on se oblačio svečano. No, njegova odjeća nije bila židovska, oblačio se "muslimanski" s anterijama, s brojanicom u rukama. Na sebe je preuzeo obavezu da prikupi i prenese priče o židovskoj prošlosti u Sarajevu. Prikupio je molitve i poeme pretežno na ladino jeziku (judeo-španski jezik). Jedna od priča koju je zapisao je i priča o Sarajevskom purimu, koja svjedoči o stoljetnoj multietničkoj i multireligijskoj toleranciji u Bosni i Hercegovini. 
Godine 1908. njegov glas zabilježio je Julius Subak na svom putovanju u Sarajevo s Abrahamom A. Capónom. Ovaj zapis se čuva u Bečkom fonogramu, zajedno sa snimkom jedne njegove pjesme iz 1907. godine. Godine 1911. Atthias obišao je Balkan zajedno s poznatim španjolskim učenjakom sefardske balade, don Manuel Manrique de Lara, snimajući usmene priče iz sefardske kulture Bosne i Hercegovine, Srbije i Kosova.
Umro je u Sarajevu, 1916. godine, sahranjen je na Židovskom groblju u tom gradu. Njegov nadgrobni spomenik sadrži natpise u tri pisma: latinskom, hebrejskom i arapskom. Njegov nadgrobni spomenik je vjerojatno jedini židovski nadgrobni spomenik na svijetu koji sadrži i hebrejsko i arapsko pismo. Potomci Moše ben Rafaela Attiasa, prema istraživanjima, nisu preživjeli holokaust.

## Sarajevski purim
Tokom 1819. godine, paša tadašnje Bosne, Ruždi-paša zatvorio je i zaprijetio ubojstvima nekolicini Židova, sve dok Jevrejska zajednica nije platila veliki iznos novca za otkupninu. Noć prije nego što je planirano da budu ubijeni, predstavnik Židovske zajednice obišao je grad i zamolio istaknutije Bošnjake da urade šta god mogu kako bi se zaustavila pogubljenja. Sljedećeg jutra, okupilo se nekoliko tisuća Bošnjaka, ispred vrata pašine rezidencije. S obzirom na to da je paša planirao pogubiti zatvorenike u zoru, na jutarnjoj molitivni, ljuti građani Sarajeva, njih oko 3.000, provalilo je u pašinu palaču i oslobodilo zatvorenike.
Nisu se na tome zaustavili, nego je 249 visoko pozicioniranih Bošnjaka potpisalo pismo i poslalo sultanu Mahmudu II., zahtijevajući od njega da smijeni i zamijeni Ruždi-pašu. Sultan Mahmud II. je poslušao i smijenio Ruždi-pašu. Nekoliko desetljeća kasnije, priča o Sarajevskom purimu već je bila skoro zaboravljena, sve dok je Moshe ben Rafael Attias nije zapisao.

## Djela
Moše ben Rafael Attias je pisao standardnim kastiljskim španjolskim jezikom, ladinom koji sarajevski Židovi obično koriste. Pjesnik Abraham Aaron Capón zamolio ga je da napiše povijest bosanskih Židova. Moshe ben Rafael Attias je objavio u sarajevskom Ladino časopisu La Alborada pod nazivom "El Amante de la Luz" ("ljubitelj svjetlosti"), koja predstavlja referencu na njegov iluministički pristup historiografiji. Potom je 1901. objavio "La historia de los judiós de Bosna" (Povijest bosanskih Židova), ili "Konsezos de nuestros viezos". Njegovo najpoznatije historiografsko djelo odnosi se na rabina Mošea Danona, "Rabin Stoca".

## Vanjske poveznice
- Moše ben Rafael Attias